# Kanton Craonne
Kanton Craonne (fr. Canton de Craonne) byl francouzský kanton v departementu Aisne v regionu Pikardie. Tvořilo ho 34 obcí. Zrušen byl po reformě kantonů 2014.

## Obce kantonu
- Aizelles
- Aubigny-en-Laonnois
- Beaurieux
- Berrieux
- Bouconville-Vauclair
- Bourg-et-Comin
- Braye-en-Laonnois
- Cerny-en-Laonnois
- Chamouille
- Chermizy-Ailles
- Colligis-Crandelain
- Corbeny
- Craonne
- Craonnelle
- Cuiry-lès-Chaudardes
- Cuissy-et-Geny
- Goudelancourt-lès-Berrieux
- Jumigny
- Lierval
- Martigny-Courpierre
- Monthenault
- Moulins
- Moussy-Verneuil
- Neuville-sur-Ailette
- Œuilly
- Oulches-la-Vallée-Foulon
- Paissy
- Pancy-Courtecon
- Pargnan
- Sainte-Croix
- Saint-Thomas
- Trucy
- Vassogne
- Vendresse-Beaulne